# Carta di Fabriano
La carta di Fabriano è fabbricata e diffusa in tutto il mondo da quasi otto secoli, caratteristica che identifica Fabriano come “la città della carta” per antonomasia. Alla fine del secolo XIII i cartai fabrianesi introducono importanti innovazioni tecniche che trasformano la carta araba in carta occidentale. Fabriano nel Trecento è la culla della carta in Europa

## Storia
Secondo la tradizione, la carta viene prodotta per la prima volta in Cina nel 105 d.C. da Ts’ai Lun, che ha l’intuizione di fabbricare la carta con fibre vegetali, unendole tra loro per feltrazione: il processo di unione delle fibre tra loro, sino a formare una superficie uniforme detto foglio o feltro. Alcune scoperte archeologiche risalenti agli ultimi decenni del secolo XX hanno spostato al II secolo a. C. la datazione dei frammenti più antichi mai ritrovati. Più verosimilmente, infatti, Ts’ai Lun non è l’inventore della carta, ma colui che ha unito una somma di prove e di esperimenti condotti in più regioni della Cina e che presenta all’imperatore il prodotto perfezionato nel 105 d.C.
Per diversi secoli i cinesi custodiscono scrupolosamente la propria scoperta, ma dopo la battaglia di Samarcanda del 751 d.C. combattuta e persa contro gli arabi, alcuni artigiani fatti prigionieri sono costretti a rivelare la conoscenza della fabbricazione della carta. Da quel momento in poi, Samarcanda diviene un importante centro per la produzione di carta e gli arabi perfezionano e migliorano le tecniche di lavorazione apprese dai cinesi.
Da Samarcanda riprende il lento cammino della carta verso ovest, con passaggi fondamentali a Bagdad nel 794, Damasco e Tiberiade nel secolo X, ma anche a Tripoli e in Egitto dove nello stesso periodo ha già sostituito il prodotto locale per eccellenza: il papiro. Le tappe successive riguardano prima la Tunisia e il Marocco, quindi l’altra sponda del Mediterraneo con il primo insediamento attestato in Spagna nel 1054 a Xàtiva nella provincia di Valencia, poi un secondo a Toledo nel 1085.

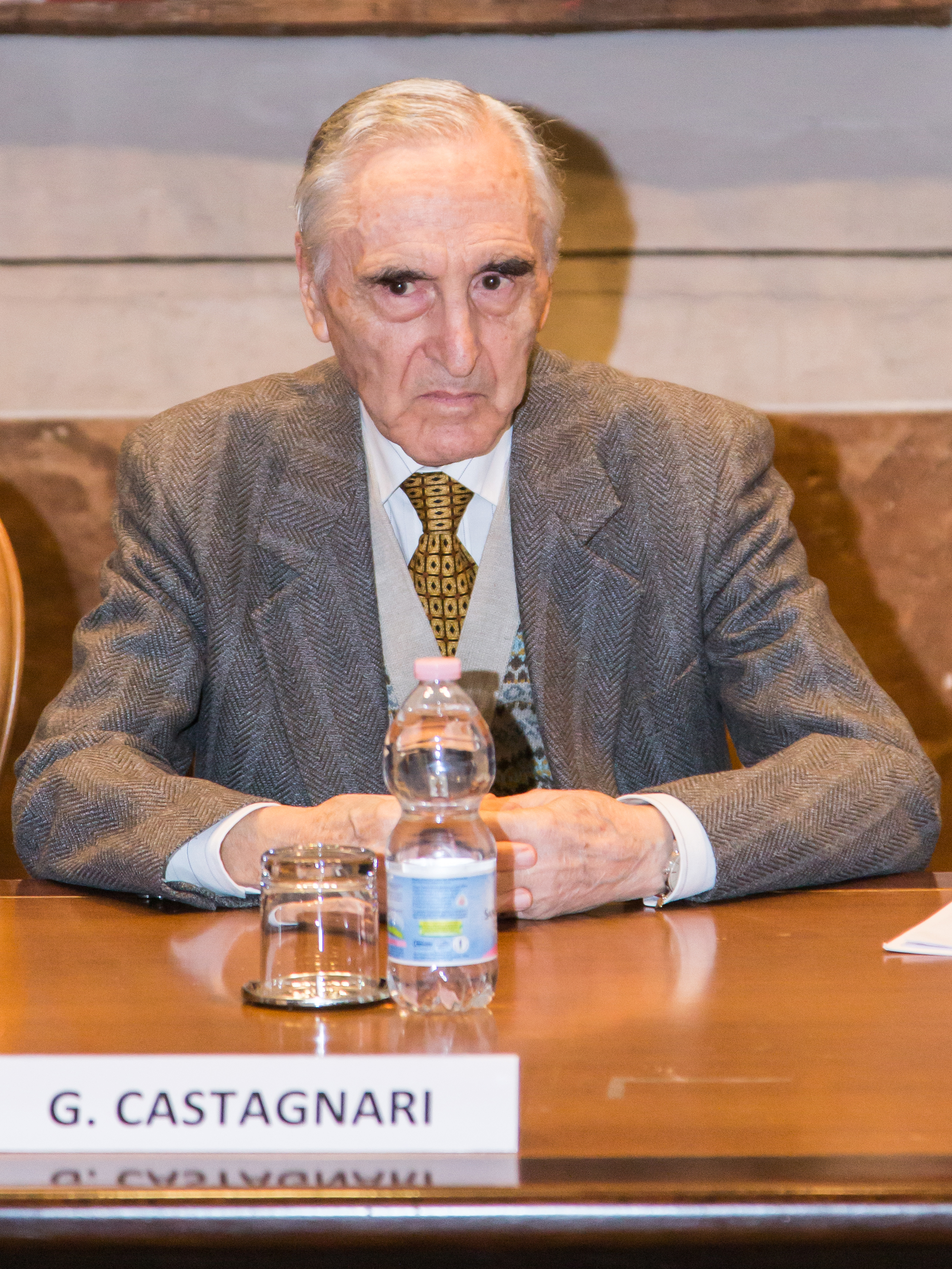
Giancarlo Castagnari, studioso di storia e tecniche cartarie.

### Fabriano tra i più antichi centri di produzione in Italia
Tra la fine del IX e l'inizio del X secolo in tutte le regioni mediterranee, e quindi anche nelle aree musulmane del continente europeo più prossime all'Africa settentrionale, si commercia e si utilizza il manufatto arabo, sostituendo il costoso papiro egiziano e fornendo una valida alternativa alla pergamena. «Anche in Italia, nella seconda metà del Duecento, si produce carta con i metodi arabi, prima in Sicilia, poi nell’Amalfitano, in Liguria a Genova, nel Veneto, in Toscana, nelle Marche a Fabriano».
Come la conoscenza dell’arte cartaria sia giunta a Fabriano ancora oggi non è dato saperlo, nonostante le ricerche e gli studi prodotti da autorevoli storici negli ultimi due secoli. Le fonti più autorevoli individuano negli abituali contatti con la civiltà araba il motivo più probabile legato all'acquisizione del know-how necessario. Secondo lo storico Andrea Gasparinetti potrebbero essere stati dei pirati saraceni catturati dopo una delle frequenti incursioni effettuate nel mare Adriatico ad aver permesso il passaggio di conoscenze. Per sostenere la sua tesi ricorda che nel secolo XIII era presente a Fabriano – come è attestato dalle fonti documentarie – un Borgo Saraceno situato proprio lungo la via che dal centro si dirige verso la città di Ancona.
A differenza che negli altri paesi, in Italia iniziano dei tentativi di modificare la tecnica araba con l’obiettivo di migliorarla e adattarla alle risorse locali disponibili. È la fase che Andrea Gasparinetti definisce “arabo-italica” e che a Fabriano origina l’introduzione di importanti innovazioni che perfezionano il prodotto carta.
(Giancarlo Castagnari, Fabriano città della carta dal XIII secolo, in La Carta: ingegno e creatività, orgoglio Fabrianese nei secoli, Fabriano, Palio di San Giovanni Battista, 2016, pp. 34-35.)
Attraverso lo studio di documenti conservati negli archivi fabrianesi e in quelli dei comuni limitrofi, è stata dimostrato come già nel 1264 fosse attestato il commercio di carta bambagina nell’alta valle del fiume Esino. L'analisi delle carte fabrianesi degli ultimi decenni del secolo XIII rivela l’evidente passaggio dalla tecnica araba a quella europea-fabrianese.

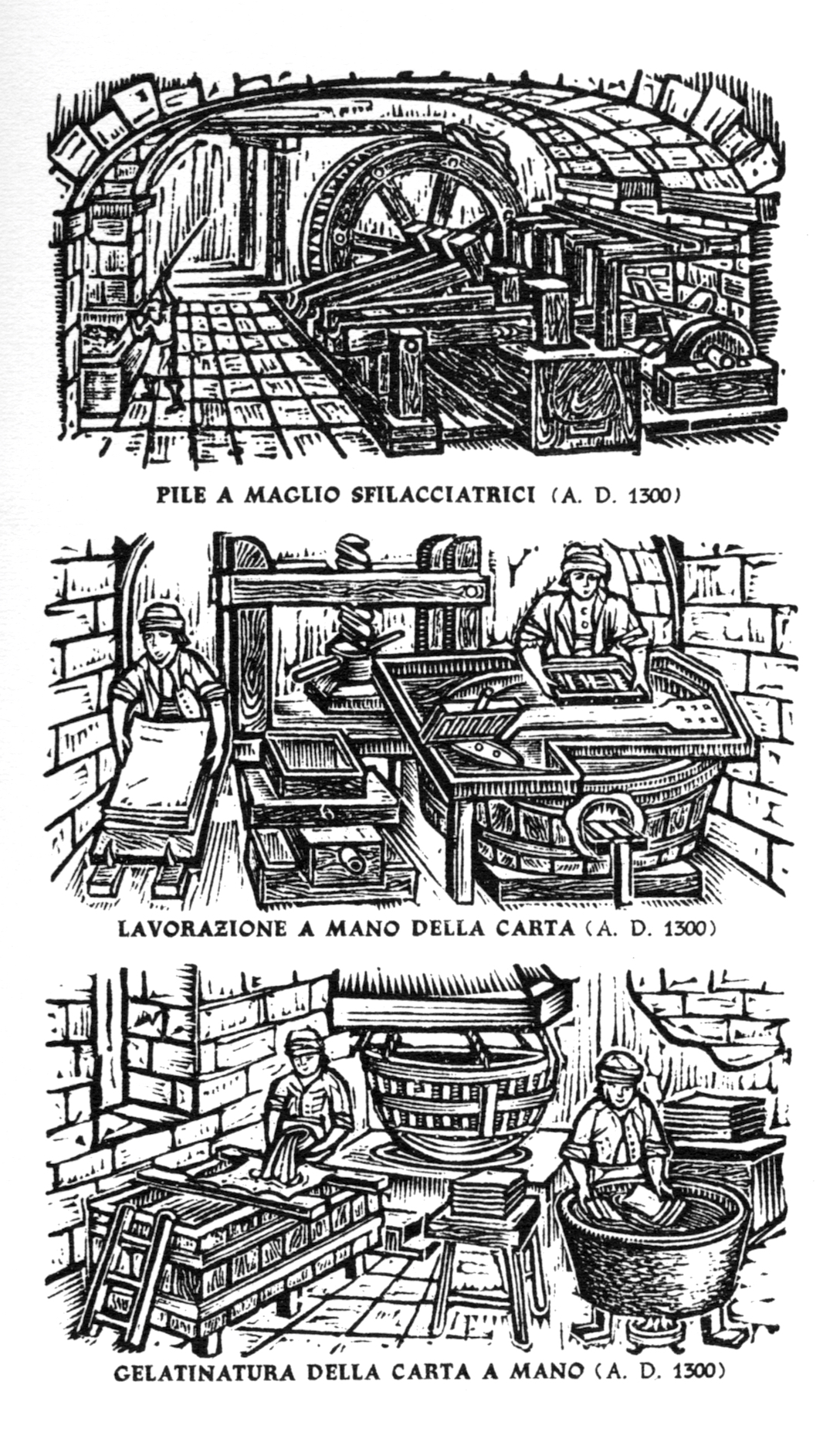
Secolo XIII - Le innovazioni tecnologiche fabrianesi.

### Le tre innovazioni fabrianesi
Le tre principali innovazioni tecnologiche riconosciute ai mastri cartai fabrianesi – che permettono di ottenere un prodotto competitivo in grado di sostituire la pergamena e di conquistare il mercato dei paesi europei e del bacino del Mediterraneo – sono state:
- invenzione della pila idraulica a magli multipli,
- collatura della carta con gelatina animale,
- utilizzo della filigrana per la marcatura dei fogli.

La pila idraulica a magli multipli nasce da una modifica del macchinario utilizzato nella lavorazione dei panni lana, in questo caso adattato in marchingegno per disgrossare gli stracci di canapa e lino – in seguito anche cotone – che costituiscono le materie prime per fabbricare la carta. La macchina sostituisce la primitiva battitura praticata dagli arabi con il pestello azionato a mano per preparare l'impasto per fabbricare il foglio di carta. Azionata dall’energia idraulica del fiume Giano, la pila idraulica a magli multipli diviene il primo mezzo meccanico utilizzato per la lavorazione della carta a mano e sarà utilizzata nelle cartiere fabrianesi fino alla metà del secolo XX, nonostante l'introduzione in città – due secoli prima – del cilindro olandese raffinatore.
Per primi i fabrianesi introducono l'impermeabilizzazione del foglio con colla di gelatina animale ottenuta dalla bollitura del carniccio proveniente dagli scarti delle locali concerie. Viene abbandonato l’uso della colla ricavata da sostanze amidacee, in particolare la farina di frumento, com'era in uso presso gli arabi: la carta diviene meno deteriorabile e resiste agli attacchi dei microrganismi. Il miglioramento qualitativo apportato grazie a questa tecnica fa cadere il divieto emanato nel 1231 dall'imperatore Federico II che proibiva l’uso della carta bambagina per la stesura degli atti pubblici in favore della pergamena.
Ai mastri cartai fabrianesi viene riconosciuto il merito di aver adottato dall’ultimo decennio del Duecento il signum oggi denominato filigrana, visibile guardando in controluce il foglio di carta.
La filigrana si ottiene modellando un filo metallico secondo un disegno, una lettera, un nome che si vuole riprodurre e quindi nel cucire la sagoma ottenuta sulla superficie della forma. La tecnica utilizzata sin dalle origini è detta in chiaro perché essendo in rilievo durante la lavorazione si depositerà meno impasto sul filo rispetto alla restante superficie del piano.

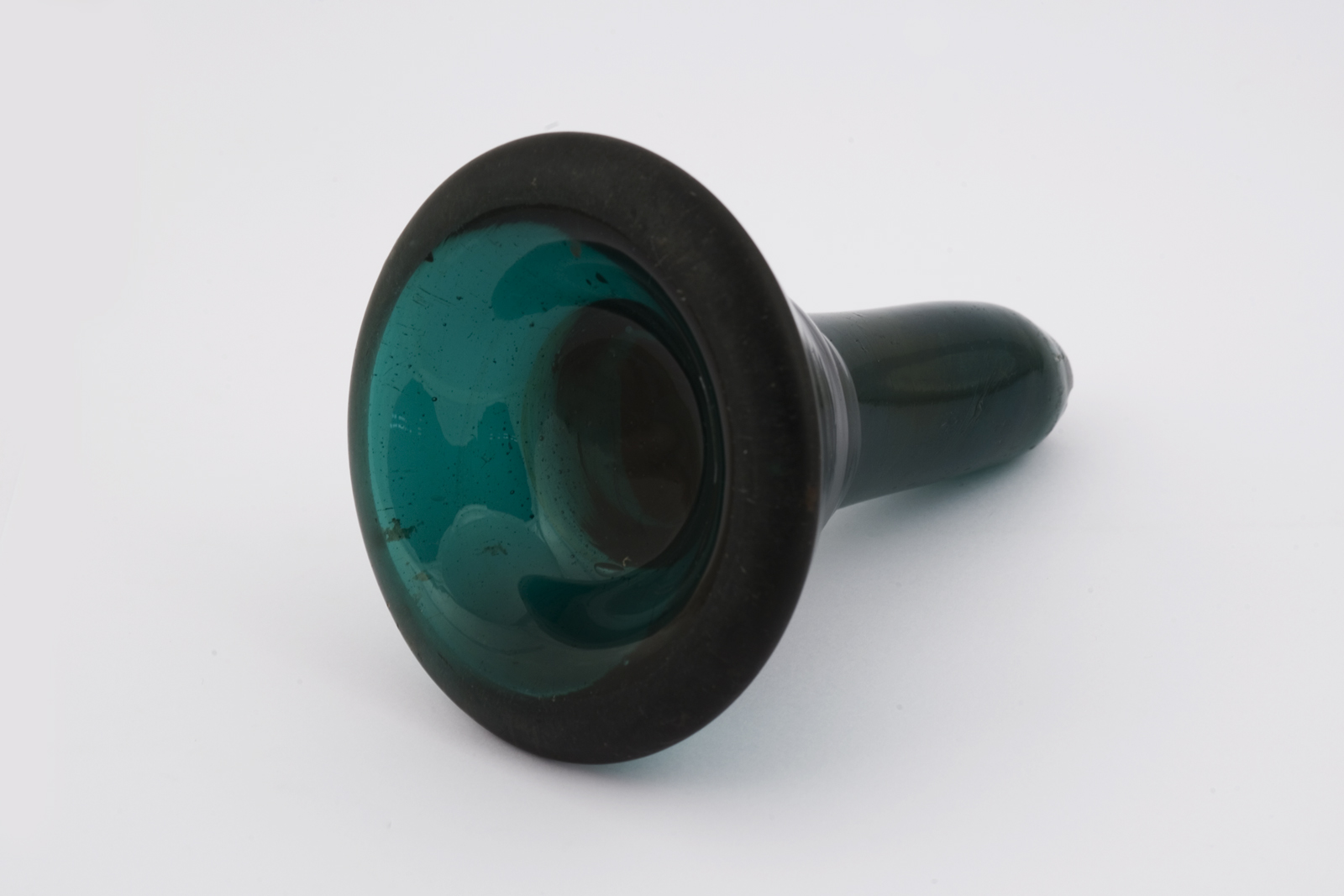
Cialandro in vetro utilizzato per la lisciatura del foglio.

### La carta di Fabriano invade i mercati europei e mediterranei
La carta araba arrivata a Fabriano nel secolo XIII subisce nel piccolo centro appenninico quelle trasformazioni che rendono la carta bambagina il supporto più richiesto per la scrittura dei documenti. Il manufatto prodotto sulle rive del fiume Giano già nel Trecento è rinomato per le proprie qualità ed inizia ad invadere i mercati europei e mediterranei.
Se il personale addetto alla fabbricazione lavora nelle gualchiere ad impresa familiare dislocate lungo il fiume, all’interno delle mura cittadine avviene la fase di allestimento. Gli addetti a questa operazione sono detti cialandratori e lavorano in locali chiamati cambore, dove si esegue la lisciatura dei fogli con uno strumento denominato cialandro. La carta viene selezionata, piegata e confezionata dall’apparecchiatore, una volta imballata è pronta per essere consegnata allo spedizioniere.
Diviene sempre più importante nel comune medievale il peso della borghesia, tra le cui file emerge la figura del mercante che all'attività commerciale affianca quella di imprenditore nell’azienda cartaria. Tra le diverse compagnie mercantili attive in città tra il secolo XIV e il secolo XV, primeggia quella del fabrianese Lodovico di Ambrogio di Bonaventura. Dallo studio dei suoi registri, conosciamo le principali mete di destinazione del prodotto fabrianese: Ancona, Fano, Rimini, Gubbio, Perugia, Spoleto, Città di Castello, Firenze, Pisa, Siena, Lucca, mentre dal porto di Talamone le balle di carta raggiungono Aigues-Mortes – vicino a Montpellier – da dove proseguono verso altri mercati europei. I depositi principali sono a Perugia, Fano e Venezia.
Dalle ricerche d'archivio effettuate dai fabrianesi Aurelio e Augusto Zonghi negli ultimi decenni del secolo XIX e nei primi del secolo XX, risulterebbero attivi a Fabriano «non meno di 50 industriali ed operai che, verso il 1320, si dedicavano all’industria della carta».
(Giancarlo Castagnari, Fabriano città della carta dal XIII secolo, in La Carta: ingegno e creatività, orgoglio Fabrianese nei secoli, Fabriano, Palio di San Giovanni Battista, 2016, p. 38.)

### La diaspora dei cartai fabrianesi
Negli ultimi decenni del secolo XIV inizia il fenomeno conosciuto come la “diaspora” dei cartai fabrianesi. Operai locali fanno sorgere nuovi impianti produttivi in altri centri della penisola, perché limitati dalla concorrenza interna e attratti da ulteriori possibilità di guadagno.
(Andrea Gasparinetti, Carte, cartiere e cartai fabrianesi, in Carta cartiere cartai. La tematica storica di Andrea Gasparinetti, a cura di Giancarlo Castagnari, Fabriano, Pia Università dei Cartai, 2006, p. 83.)

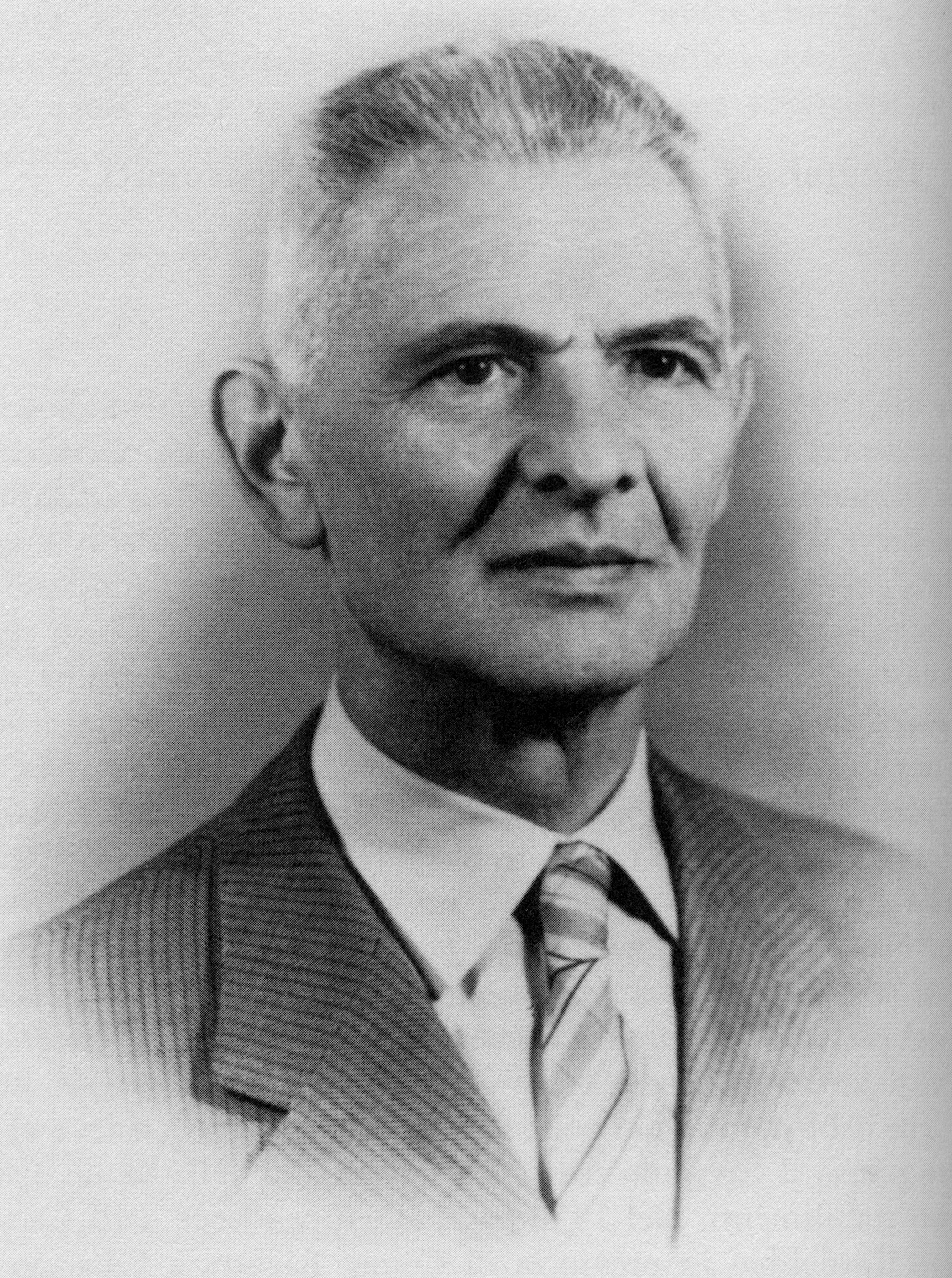
Andrea Gasparinetti, studioso di storia e tecniche cartarie.

Tra le prime città interessate da questo fenomeno – con attestazioni dalla seconda metà del secolo XIV – ci sono Bologna e Padova, dove la presenza di antiche università può aver influito sulla scelta di avviare la fabbricazione di un prodotto decisivo per la diffusione degli studi. La grande diffusione delle carte filigranate fabrianesi ha già reso celebre la maestria di questi cartai che vengono chiamati e accolti con grande favore in città italiana ed europee.
L'arte cartaria sembrerebbe essere giunta in Francia grazie a manodopera italiana, probabilmente durante il soggiorno del papato ad Avignone. Gli studi di Henri Alibaux sembrano confermare questa ipotesi e mostrano come molti termini utilizzati nell’industria francese siano francesizzazioni di quelli italiani.
La presenza di manodopera italiana è accertata anche dallo storico Armin Renker per la fondazione della prima fabbrica tedesca sorta nel 1390 a Norimberga, per mano di Ulman Stromer e l'aiuto dei fratelli Francesco e Domenico de Marchia. Andrea Gasparinetti ipotizza che il de Marchia non indichi il cognome, ma la provenienza marchigiana dei due fratelli. Risale al 1370 la fondazione della prima cartiera austriaca a Eger, sempre da parte di cartai italiani, mentre nel 1440 sorge a Basilea il primo impianto svizzero con manodopera proveniente dall’Italia.
La concorrenza causata dal sorgere di nuove cartiere in Italia e all’estero non pesa da subito sulla produzione locale, tanto che l'esportazione si mantiene rilevante fino alla metà del secolo XV. Con evidente ritardo i governanti del comune si accorgono del danno provocato dalla dispersione del know-how fabrianese e tentano di arginarne la deriva con severi provvedimenti. Nello statuto comunale del 1436 si fa divieto a chiunque di erigere, in un raggio di 50 miglia dal territorio di Fabriano, edifici per fabbricare carta e di insegnare i segreti dell'arte a chi non risiede nel comune. Nel 1470 il consiglio generale dichiara atto di ribellione far conoscere fuori Fabriano il magistero della fabbricazione della carta, pena la conseguente confisca dei beni.
Nonostante l'esodo di molti cartai, le fabbriche di carta lungo il fiume Giano continuano a proliferare per diverso tempo, tanto che l'industria cartaria soppianta per importanza le arti locali più antiche, come quella dei fabbri, dei tessitori di lana, dei conciatori delle pelli. Nel 1563 secondo alcuni cronisti sono attestate 38 fabbriche lungo il corso del fiume Giano e il prodotto viene spedito verso Oriente, Nord Africa, Francia, Svizzera, Germania e a Venezia.
Intanto a Fabriano i piccoli opifici a conduzione familiare delle origini iniziano a trasformarsi - in età moderna - in piccole cartiere dove il ciclo di produzione è completo. «A gestire queste cartiere sono imprenditori che rispondono ai nomi di Ambrosi, Braccini, Campioni, Corradini, Fornari, Mentenni, Santacroce, Serafini, Vallemani».

### Il periodo di decadenza
Nei primi anni del secolo XVII svanisce definitivamente il potere di cui godevano in passato le corporazioni delle arti a vantaggio dello Stato della Chiesa che inizia a nominare autonomamente il governatore del comune. Il ceto medio, rappresentato prevalentemente da artigiani e mercanti, perde progressivamente la propria autonomia a vantaggio delle famiglie nobili che amministrano la città perseguendo i propri fini politici ed economici. Sono tra i fattori che conducono alla profonda decadenza che investe Fabriano tra Seicento e Settecento.
Le manifatture cartarie risentono della crisi cittadina e devono anche fronteggiare i problemi legati alla diaspora dei cartai fabrianesi, alla concorrenza interna, al reperimento degli stracci e al costo sempre più gravoso delle gabelle e dei dazi doganali. Ai problemi interni si aggiunge la forte concorrenza arrecata delle cartiere inglesi, francesi e olandesi. Il numero degli opifici attivi si riduce drasticamente dai venti presenti nella metà del secolo XVII ai due attestati nel 1711, tanto da destare preoccupazione nei contemporanei.
(Andrea Gasparinetti, Carte, cartiere e cartai fabrianesi, in Carta cartiere cartai. La tematica storica di Andrea Gasparinetti, a cura di Giancarlo Castagnari, Fabriano, Pia Università dei Cartai, 2006, p. 94.)

### Dai Miliani ai giorni nostri

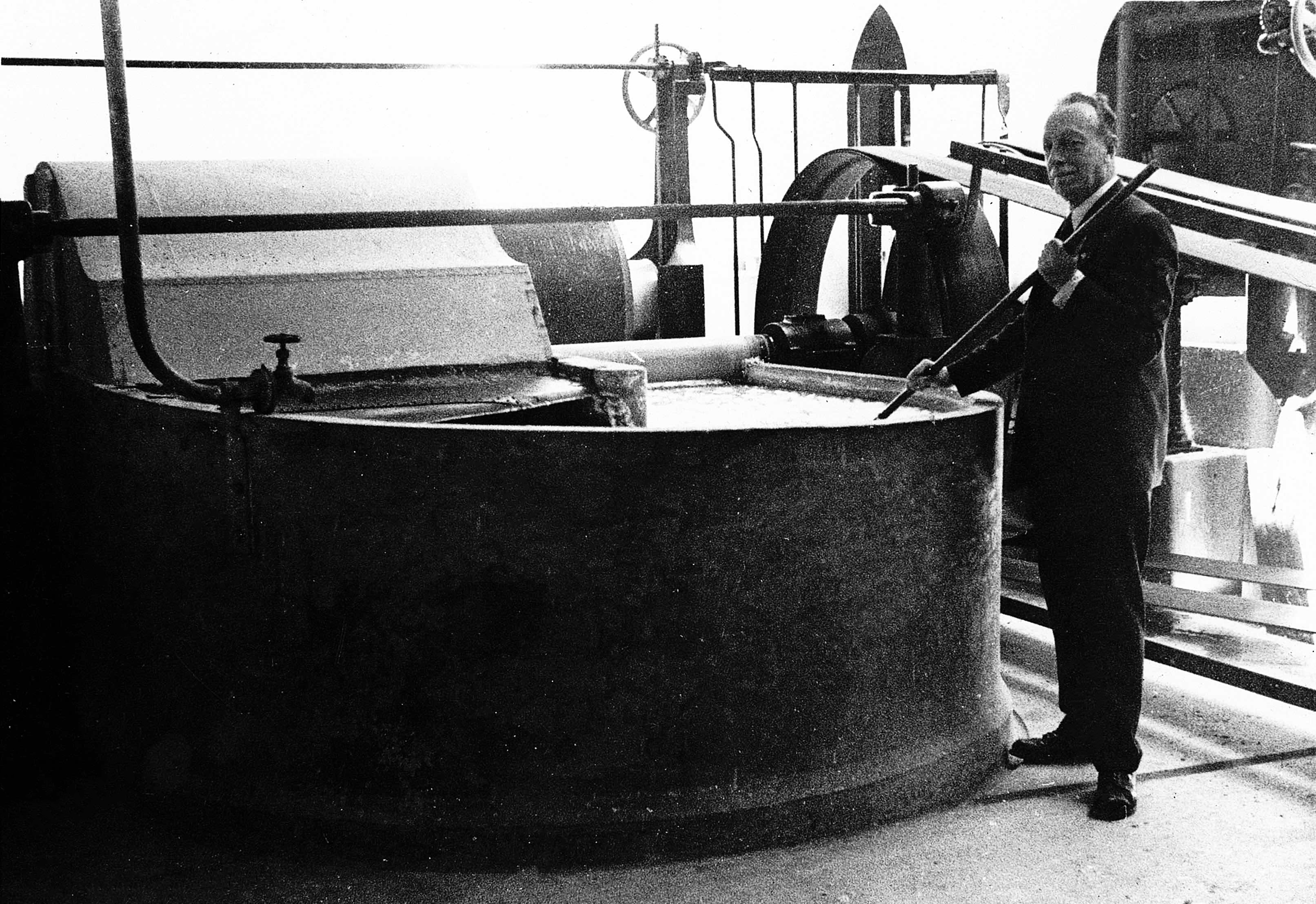
Anni '20 - Giovanni Battista Miliani mescola la pasta in lavorazione all'interno del cilindro olandese raffinatore.

Con Pietro Miliani (1744-1817) - fondatore delle omonime cartiere - la manifattura fabrianese ritrova nuovo vigore e nel giro di pochi anni la produzione locale ritorna ad essere apprezzata e riconosciuta per l’alta qualità. Dopo i figli di Pietro, saranno il nipote Giuseppe Miliani (1816-1890) e il pronipote Giovanni Battista Miliani (1856-1937) a proseguire l’opera del capostipite accrescendo la fama della carta di Fabriano a livello mondiale. «Ho girato tutto il mondo e in tutto il mondo ho trovato la carta di Fabriano» afferma Giovanni Battista Miliani, appassionato viaggiatore fino a tarda età.
Sotto i Miliani vengono assorbite gradualmente tutte le altre cartiere fabrianesi ancora esistenti – Mariotti, Braccini, Serafini, Campioni, Fornari – e unite in un’unica ditta. Vengono acquistate nel 1912 anche le cartiere di Pioraco, anche queste di antica tradizione medievale. Le Cartiere Miliani Fabriano si specializzano nella produzione di carte per artisti, per disegno, per stampe e incisioni, carte valori e carte di sicurezza.
Nel 2002 le Cartiere Miliani Fabriano vengono acquistate dal Gruppo Fedrigoni di Verona, che a sua volta, dal 2017, appartiene al fondo americano Bain Capital. Oggi a Fabriano sono attivi due stabilimenti collegati a loro volta con gli altri siti produttivi marchigiani di Pioraco e Castelraimondo. Nello stabilimento di Fabriano Ponte del Gualdo è presente un reparto Tini dove viene prodotta la carta di Fabriano com'era in uso nel secolo XIII.
(Giancarlo Castagnari, Carta cartiere cartai, in Carta cartiere cartai. La tematica storica di Andrea Gasparinetti, Fabriano, Pia Università dei Cartai, 2006, p. 17.)

## Fasi di fabbricazione
Le operazioni necessarie da eseguire per la fabbricazione tradizionale della carta di Fabriano sono rimaste pressoché invariate nel corso dei secoli.

### Selezione dello straccio
La materia prima alla base della produzione è lo straccio. Solitamente una donna, detta “stracciarola”, provvede ad un primo trattamento di pulizia togliendo con un coltello i corpi estranei come fibbie ed eventuali cuciture. Successivamente effettua una scelta in base alla qualità e dispone gli stracci in diversi contenitori in base al tipo di produzione richiesta. Lo scarto viene messo da parte per essere utilizzato nella produzione di carta grossolana da imballo. Sia gli stracci nuovi e puliti che quelli sporchi vengono macerati per renderli più morbidi, bagnandoli abbondantemente a più ripetizioni.

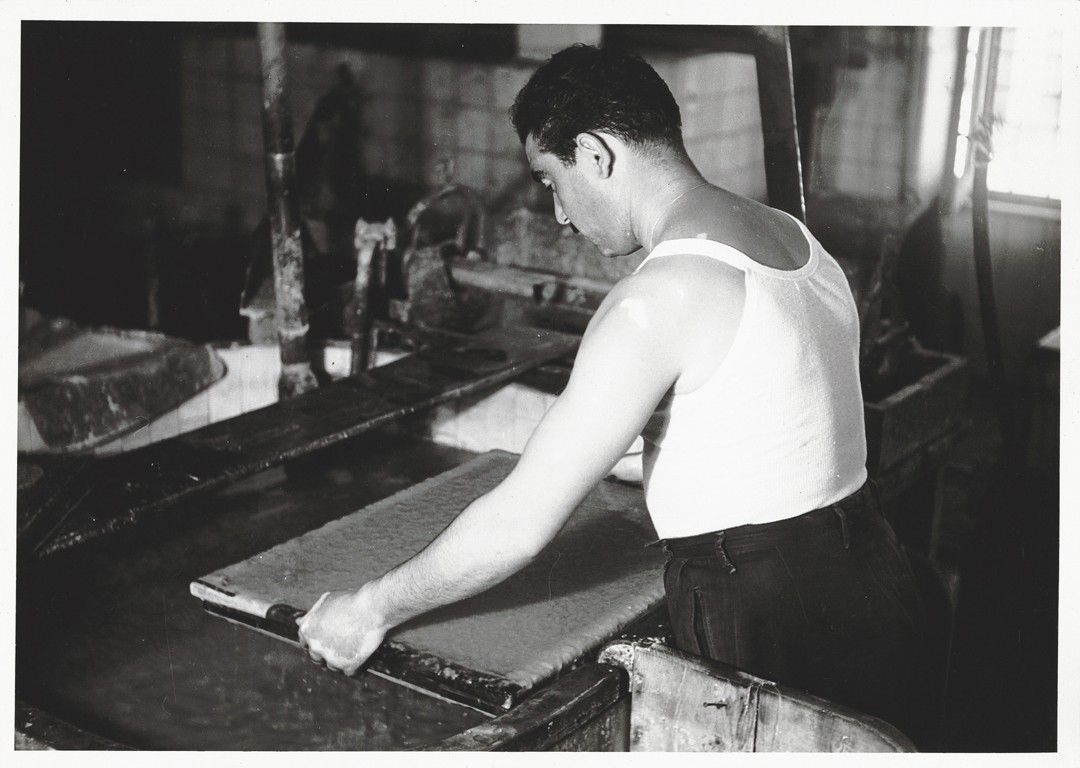
Anni '50 - Lavorante impegnato al tino nella lavorazione della carta a mano.

### Trasformazione in pasta da carta
Lo straccio prima viene ridotto in piccoli rettangoli dall’azione di una falce, quindi è trasferito nelle vasche della pila idraulica a magli multipli per essere trasformato in “pasta da carta” o “pisto”.
La pila idraulica a magli multipli è costituita da un tronco di quercia con all’interno le vasche per contenere lo straccio. L’energia idraulica innescata dall’acqua permette l’azionamento di una ruota e conseguentemente dell’albero a palmole che aziona i grossi magli, sempre di quercia, che pestano lo straccio inserito nelle vasche fino a renderlo in poltiglia. Ci sono tre diverse tipologie di magli ognuna contraddistinta da differenti chiodi di ferro alle estremità, a seconda che la finalità sia disgrossare, raffinare o affiorare. L’ordine di battuta è alternato e regolato dalle palmole presenti sull’albero. Al termine delle operazioni la “pasta da carta” è pronta per essere lavorato al tino.

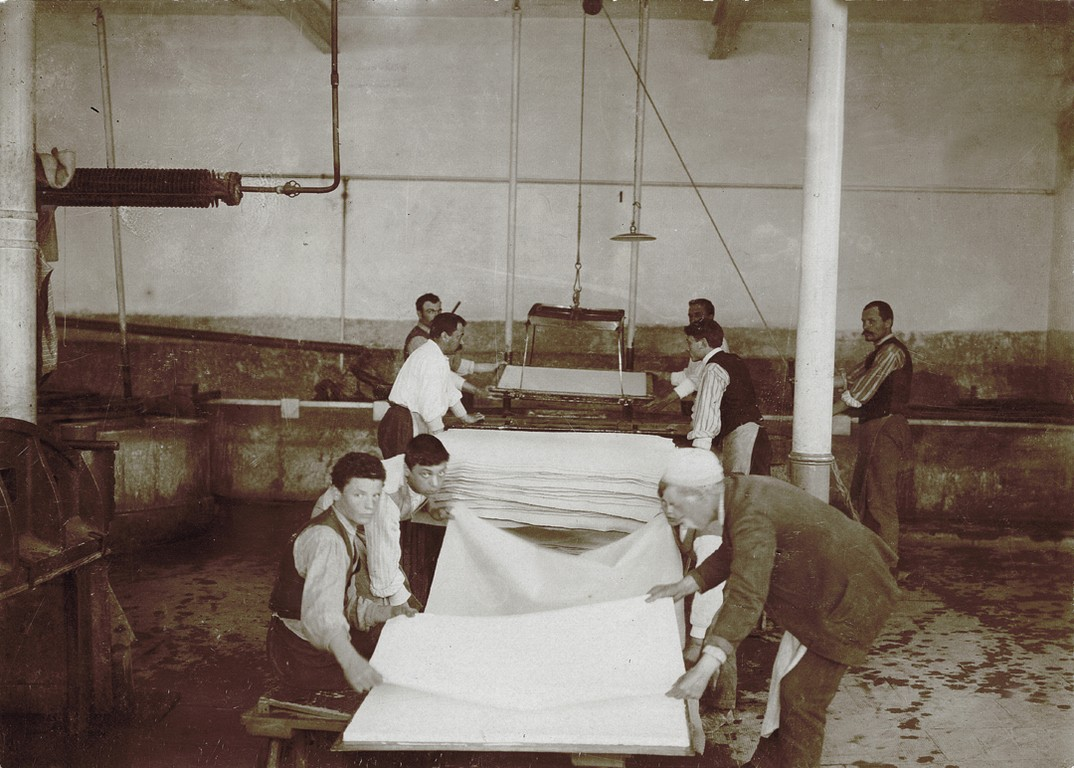
1900 ca - Produzione di carta di grande formato e distaccamento dei fogli.

### Lavorazione al tino
Il “lavorente” è la figura che immerge la forma nel tino e che con una particolare abilità deve estrarre la stessa quantità di impasto da distribuire sulla superficie della tela. La forma, realizzata dal formista o “modularo”, è il mezzo con il quale si ottiene la feltrazione delle fibre. È costituita da una tela metallica fissata con chiodi di rame o ottone su un telaio rettangolare di legno a cui sono applicati i colonnetti. Il formato e la grammatura del foglio sono ottenuti per mezzo di una cornice di legno denominata cascio o casso, non fissa ma appoggiata sul perimetro della tela.
Il “lavorente” passa poi la forma con il foglio appena formato al ponitore che, dopo aver fatto defluire l’acqua, stende la forma su un feltro di lana determinando il distacco del foglio dalla tela. I fogli che il ponitore ha distaccato con cura e poggiato sopra un tavolo a schiena d’asino, sono separati uno dall’altro da un feltro che ne impedisce il disfacimento.

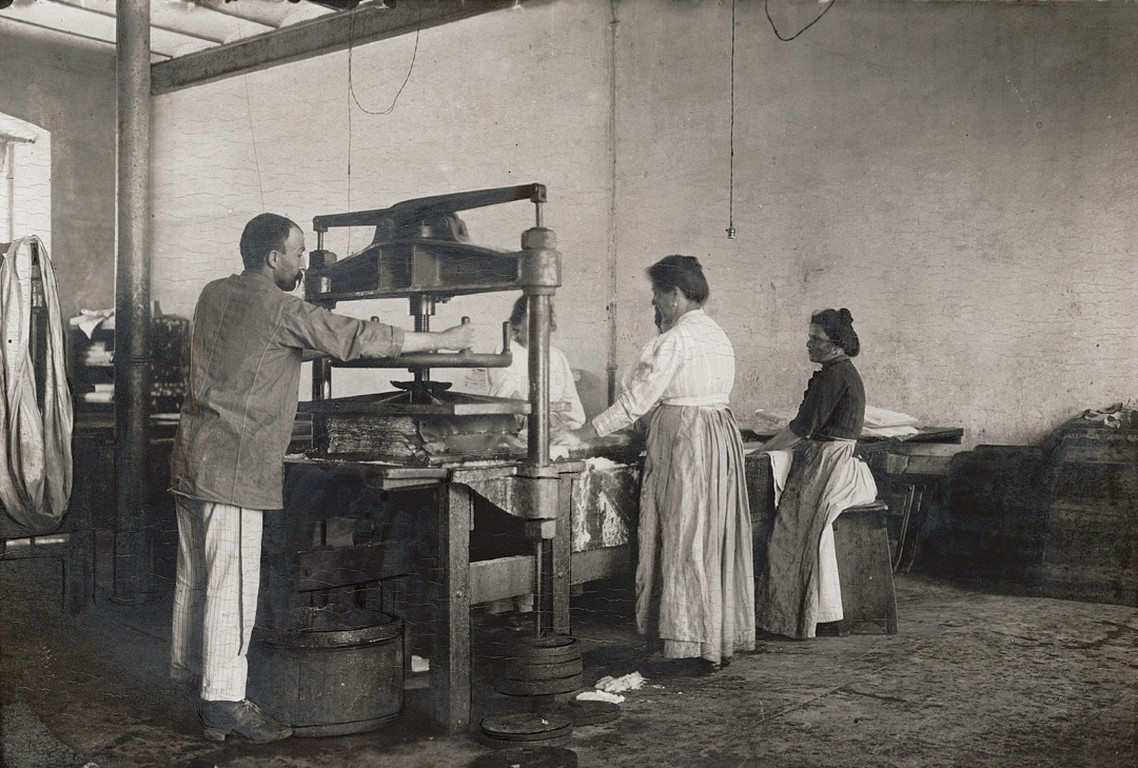
1900 ca - Pressatura dei fogli successiva alla collatura.

### Pressatura
Raggiunta una prevista quantità di fogli, questi vengono posti sotto una pressa a vite o torchio che, azionata dalla forza dell’uomo, permette una prima fuoriuscita di acqua. La figura addetta a questa funzione è chiamata “conduttore” e l’operazione fa sì che la carta rilasci circa il 50% dell’acqua contenuta al suo interno e di conseguenza si renda possibile il distaccamento del foglio dal feltro.

### Collatura
La collatura è la fase successiva che rende la carta impermeabile agli inchiostri e ne permette la conservazione a lungo nel tempo. Un’importante innovazione fabrianese della seconda metà del secolo XIII è stata l’introduzione della collatura con gelatina animale ricavata dal “carniccio”, scarto delle locali concerie. L’operazione avviene immergendo i fogli nella “secchia del collaro” in mazzi di 5 o 10 secondo la grammatura della carta. Segue una nuova pressatura che permette alla gelatina di distribuirsi in maniera uniforme sul foglio, facendo fuoriuscire la quantità in eccesso che viene raccolta.

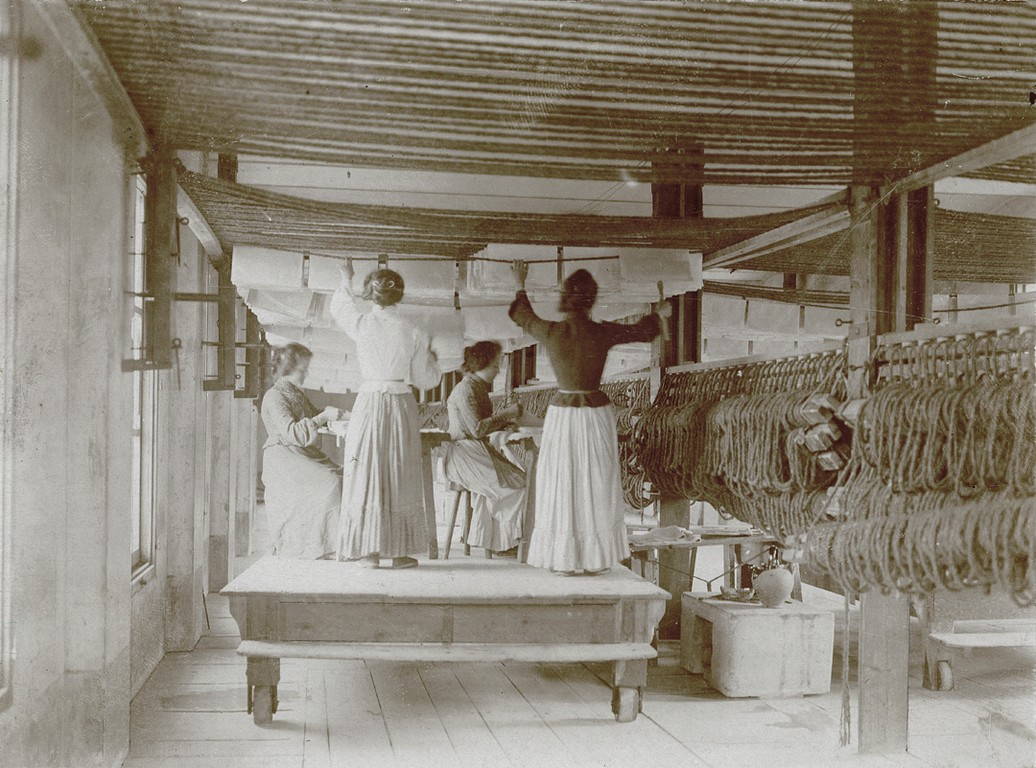
1900 ca - Stendaggio per l'asciugatura dei fogli.

### Asciugatura
I fogli vengono nuovamente fatti asciugare disponendoli su di un prato oppure per “stendaggio” appesi a grosse corde o canapi. La “stenditrice” deve osservare particolare cura che siano ben separati per evitare che si attacchino tra loro.

### Apparecchiatura
Questa fase comprende diverse operazioni. Con la “cialandratura” il “cialandratore” leviga la superficie della carta per eliminare il più possibile le imperfezioni lasciate durante le operazioni di fabbricazione, di collatura e asciugatura. Un foglio per volta viene appoggiato sopra ad un tavolo dove subisce azione di sfregamento attraverso un oggetto solitamente di vetro, pietra focaia, selce o agata di forma tronco conica detto cialandro. Con questo intervento avviene la “lisciatura” della carta: la superficie assume quelle caratteristiche che la rendono idonea per essere scritta. Segue la “sceglitura” durante la quale si scartano i fogli rotti o imperfetti, che vengono comunque recuperati per altri scopi. Si interviene su difetti eliminabili con alcuni strumenti che permettono di rimuovere impurità o piccoli corpi estranei. I fogli che superano il controllo di qualità possono passare all’allestimento, oppure contati e impilati a formare risme pronte per essere spedite o conservate in ambiente idoneo per stagionare. La figura che si occupa di queste operazioni è detta “apparecchiatore”.

## Filigrana
La filigrana, conosciuta in passato anche come segno o marchio (watermark, in inglese), è visibile guardando il foglio di carta controluce (speratura del foglio). È una delle innovazioni adottate dai cartai fabrianesi a partire dalla fine del Duecento.

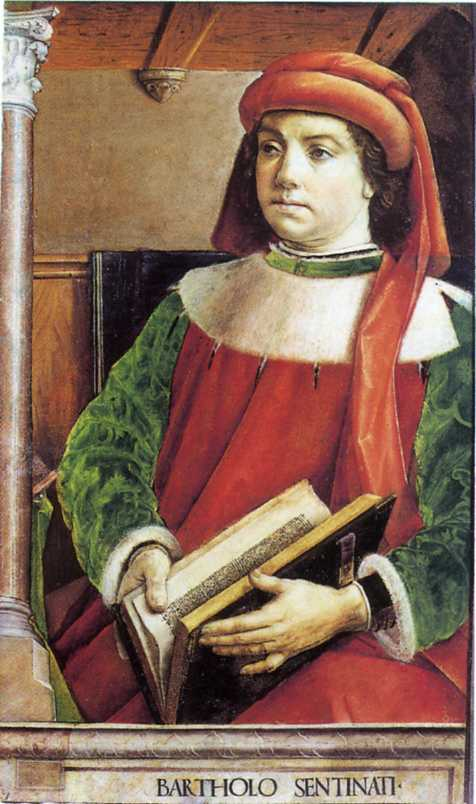
Bartolo da Sassoferrato.

### Origine e funzione
La filigrana compare per la prima volta nelle carte fabbricate negli ultimi due decenni del secolo XIII. Non si conoscono i motivi che hanno portato alla nascita della filigrana, ma possiamo immaginare che sia stato il risultato finale di una somma di prove e tentativi effettuati da più persone e infine perfezionati dai mastri cartai fabrianesi. La scoperta probabilmente si deve a un filo della forma che spezzatosi abbia poi determinato la comparsa di un’impronta sul foglio e quindi il suggerimento al mastro cartaio di poter fissare sulla tela metallica della forma una deliberata immagine.
Secondo il giurista Bartolo da Sassoferrato – vissuto non molti anni dopo la comparsa delle prime filigrane sui fogli – l'utilizzo del signum rappresenta l'esplicita volontà del cartaio di distinguere la propria produzione rispetto a quelle della concorrenza. Può infatti essere considerato tra i primi “marchi di fabbrica” ad essere stato adottato per manifestare la volontà di indicare la paternità dell’opera.

### Le più antiche filigrane fabrianesi
Per primi a Fabriano sono i fratelli Aurelio e Augusto Zonghi, negli ultimi decenni del secolo XIX, a dedicarsi allo studio metodologico dei segni visibili nei fogli. Entrambi realizzano una propria raccolta di carte filigranate fabrianesi prelevate previa autorizzazione dagli archivi locali. I due studiosi sono in contatto epistolare con il ginevrino Charles Moise Briquet, considerato tra i padri della filigranologia.
I fratelli Zonghi inviano al Briquet numerosi campioni di fogli fabrianesi per essere studiati e analizzati. Gli esami al microscopio effettuati in Svizzera provano che i più antichi frammenti di carta tratti dagli archivi di Fabriano sono composti prevalentemente da fibre di canapa, solo alcuni da fibre di lino. L’assenza iniziale delle fibre di cotone fa cadere la teoria secondo la quale sarebbe stata la carta di cotone a sostituire il papiro nel secolo XI, ma soprattutto conferma il primato italiano – probabilmente fabrianese – di aver ricavato la carta dalla pasta di straccio.

Corpus Chartarum Fabriano - Nomi di cartai fabrianesi del secolo XIV nella collezione di Augusto Zonghi.

I più antichi segni fabrianesi sono datati 1293 e provengono da documenti dell’archivio storico comunale. Rappresentano una ‘croce greca’, il ‘simbolo dell’infinito’ (o lettera ‘G’) e le lettere ‘I e O’. Sempre riconducibile al secolo XIII è il segno con ‘due cerchi concentrici’, datato 1297. La carta proviene dall’archivio notarile e precisamente dal protocollo del notaio Giovanni di Maestro Compagno.
Nei primi cinque anni del Trecento compaiono principalmente lettere dell’alfabeto, presumibilmente per indicare le iniziali del mastro cartaio. Tra il 1309 e il 1324 si diffonde l’uso, da parte dei fabbricanti locali, di indicare il proprio nome per intero (‘Puzoli Z’, ‘Crissci M’, ‘Cicco’, ‘Cressce M’, ‘Bene’, ‘Tinto A’). Lo stesso Briquet riscontra la presenza dei nomi, circa una ventina, in carte conservate in archivi tedeschi, svizzeri e francesi. Alcuni di questi nomi, più altri, compaiono in una pietra sepolcrale posta originariamente presso la chiesa di San Francesco a Fabriano, antica sede della confraternita dell’arte dei cartai.
Dopo il breve periodo in cui il segno si caratterizza per la presenza del nome scritto per intero del mastro cartaio, si consolida la consuetudine di apporre come marchio simboli mitici o religiosi, animali, oggetti, stemmi araldici:
(Gasparinetti, Aspetti particolari della filigranologia, «Industria della Carta», Milano, 1964, p. 27.)
Con il passare del tempo il significato della filigrana non indica più soltanto il fabbricante, ma anche la tipologia e il formato della carta. Dalla seconda metà del secolo XVIII assume anche caratteristiche ornamentali.

### Le collezioni dei fratelli Zonghi
Le carte della collezione di Aurelio Zonghi sono circa 270 – oggi conservate presso il Museo della Carta e della Filigrana di Fabriano – e coprono un arco temporale che va dal 1293 al 1599.
La collezione di Augusto Zonghi – acquisita e conservata dal 2016 presso la sede della Fondazione Fedrigoni Fabriano – consta di 2 212 carte. Di queste, solo quelle fino al 1599 sono descritte nell’inventario e in parte riprodotte nell’Album dei Segni. Infatti, sono state aggiunte in un secondo momento dallo stesso autore carte filigranate databili fino all’anno 1798.

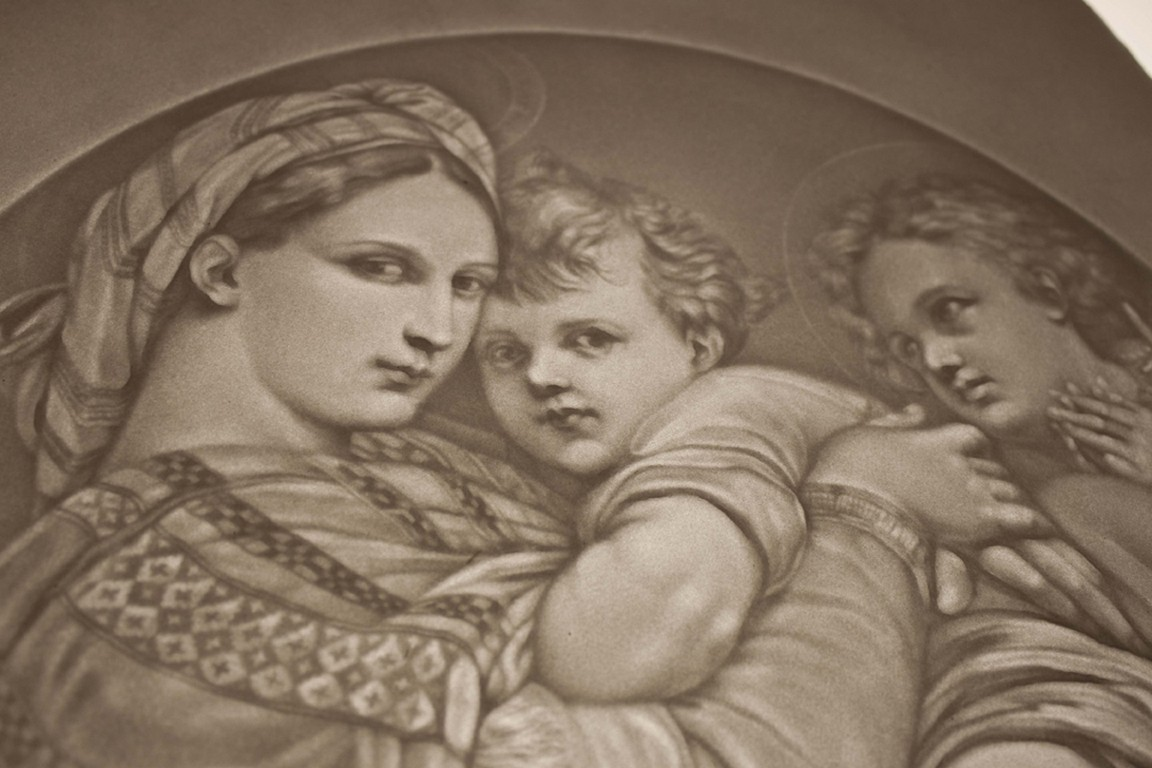
1915 - Filigrana in chiaro-scuro della Madonna della seggiola di Raffaello Sanzio (particolare).

Aspetto fondamentale del lavoro degli Zonghi è di aver datato ogni carta filigranata recuperata dagli archivi. Il confronto di segni corrispondenti in tutte le caratteristiche – lasciate dalla forma – permette di determinare l'epoca di codici, disegni, opere a stampa e tutti quei documenti filigranati che manchino di data. Intorno all'utilizzo della filigrana e all’importanza degli studi in materia in area fabrianese si fonda uno dei principi sostenuti da Augusto Zonghi:
(Augusto Zonghi, I segni della carta, la loro origine e la loro importanza, Fabriano, Premiata Tipografia Economica, 1911, pp. 24-25.)
La collezione di Augusto Zonghi dal 2021 è interamente disponibile online nel progetto denominato Corpus Chartarum Fabriano (CCF) che prevede la pubblicazione digitale di carte filigranate realizzate a Fabriano tra la fine del secolo XIII e il III millennio.

### La filigrana in chiaro-scuro
Circa a metà del secolo XIX inizia ad essere utilizzata la tecnica della filigrana in chiaro-scuro. Per ottenerla è necessario realizzare un punzone con l'immagine che si intende trasferire. I primi punzoni sono di legno e l’immagine è riportata sopra la tela scaldata (“ricotta”) mediante “battitura”, utilizzando un martello e un cuscinetto di feltro. Nella seconda metà dell’Ottocento inizia ad essere adottata la tecnica detta a cera persa: partendo dall’incisione di una tavoletta di cera, dopo diverse operazioni, si arriva alla creazione di un punzone di bronzo.
Dagli inizi del Novecento per la realizzazione dei punzoni, in rame e piombo, viene utilizzato il processo elettrochimico di galvanoplastica: «Dall’originale in cera, per mezzo di un bagno galvanico, vengono ricavati un positivo e un negativo in rame che, a loro volta, servono a trasferire per pressione l’immagine sulla tela metallica». La tela incisa viene applicata sulla forma, insieme con altri strati di supporto, ed è pronta per essere utilizzata per la produzione di carta a mano.
Per realizzare carte filigranate con la macchina in tondo si applica la tela filigranata sopra un cilindro, chiamato anche “tamburo creatore” che svolge un’operazione simile a quella della forma per carta a mano nel tino. Per la macchina in piano continua la filigranatura della carta si ottiene tramite il “rullo ballerino” o “dandy roll”.

### La collezione “Luigi Tosti duca di Valminuta”
Molte carte fabbricate con la tecnica della filigrana in chiaro-scuro sono conservate nella collezione realizzata, a partire dal 1946, dall'allora consigliere delegato delle Cartiere Miliani Luigi Tosti duca di Valminuta. L’arco temporale della raccolta va dal 1785, periodo nel quale inizia l'attività la ditta Miliani, al secolo XXI in quanto la collezione ha continuato ad essere integrata con produzioni artistiche realizzate a Fabriano negli ultimi anni.